# لويس كابوني
لويس كابوني (4 مارس 1944 1896) كان مجرم في نيويورك الذي أصبح المشرف على شركة القتل المحدودة. لم يكن لويس كابوني مرتبطًا بآل كابوني. أدين كابوني بالقتل عام 1941 وحُكم عليه بالإعدام. تم صعقه بالكهرباء في سجن سنج سنج في 4 مارس 1944.

## النشأة
وُلد كابوني في نابولي بإيطاليا، وانتقل إلى مدينة نيويورك مع عائلته عندما كان طفلاً، حيث نشأ في قسم كوني آيلاند في بروكلين. ثم انتقل كابوني إلى براونزفيل، بروكلين.

## جرائم القتل
في عام 1936، شارك كابوني في قتل جوزيف روزين. كان بوشالتر قد دمر في السابق أعمال النقل بالشاحنات الخاصة بروزين، وكان يخشى الآن أن يورطه روزين في نشاط إجرامي. لحماية نفسه، أمر بوشالتر بقتل روزين. في 13 سبتمبر 1936، أطلق هاري شتراوس وإيمانويل ويس وجيمس فيراكو النار على روزين 17 مرة في متجره في بروكلين للحلوى، مما أدى إلى مقتله على الفور. تعرف كابوني على الضحية ووضع خطة للمسلحين.
في عام 1939 ، زُعم أن كابوني شارك في قتل إيرفينغ بن. كان بوشالتر قد أمر كابوني بالتخطيط لقتل فيليب أورلوفسكي، وهو رجل عصابات كان يتعاون مع الحكومة في تحقيق مع بوشالتر. أعطى كابوني مهمة تحديد الهدف إلى رجل العصابات جاكوب «كوبي» ميغدن. في 25 يوليو 1939، تعرف ميغدن عن طريق الخطأ على بن، ثم أطلق النار وقتل بن أمام منزله في برونكس.

## الوفاة
في 4 مارس 1944، أُعدم لويس كابوني بالكرسي الكهربائي في سجن سنج سنج في أوسينينغ، نيويورك. لم يكن لدى كابوني كلمات أخيرة. وتبعه فايس وبوشالتر، اللذان أُعدما أيضًا.
دفن كابوني في مقبرة هولي كروس في بروكلين.